# Ищван Шандорфи
Ищван Шандорфи (на унгарски: Sándorfi István и на френски: Étienne Sandorfi) е унгарски художник.

## Биография
Баща му работи за американска компания, поради което през 1950 г. е изпратен в затвора за 5 години. Той е освободен само няколко дни преди революцията в Унгария през 1956 г. Същата година семейството напуска Унгария, като първо отива в Австрия, а след това в Германия и през 1958 г. във Франция. Шандорфи започва да рисува, когато е на 8, а на 12 започва да използва маслени бои. Получава дипломата си от École nationale supérieure des Beaux-Arts в Париж и учи също така в École nationale supérieure des arts décoratifs.
Има две дъщери: Анге (р. 1974) и Ив (р. 1979).
Умира след кратко боледуване на 26 декември 2007 г. и е кремиран по негово желание в Будапеща. 